# Saint-Germain-le-Châtelet
Saint-Germain-le-Châtelet es una comuna francesa situada en el departamento del Territorio de Belfort, de la región de Borgoña-Franco Condado.
Los habitantes se llaman Sangerminois.

## Geografía
Está ubicada a 12 km al este de Belfort.

## Demografía
| 291 | 293 | 327 | 347 | 506 | 525 | 597 | 640 |
| Para los censos de 1962 a 1999 la población legal corresponde a la población sin duplicidades (Fuente: INSEE [Consultar]) |     |     |     |     |     |     |     |